# 高崎剛
高崎 剛（たかさき たけし、1902年（明治35年）8月16日 - 1932年（昭和7年）9月8日）は、日本の洋画家。
1920年代のパリ・モンパルナス地区に400～500人の日本人洋画家が切磋琢磨の日々を送っていたエコール・ド・パリの中で、ひときわ異彩を放っていた。東京・大塚の実家に一人残った母親が今日の日本円で百万円程の仕送りを毎月続けた。画家たちのあいだで高崎の一夜大尽は語り草になっていた。伝説的なダゲール通りの半地下になった糸繰り工場だったアトリエでゴロワーズの煙をたなびかせながら、悠然と制作に没頭していた。江戸っ子・パリジャンの代表的な存在。藤田嗣治が将来を属目し、薩摩治郎八が注目した鬼才。近代都市のアトラクションを夭折したパリで余すところなく表現した。近年、日本の公立美術館に彼の作品が受け入れられた。

## 略歴
- 1902年　東京府小石川区大塚坂下町27番地(現・文京区大塚)に生まれる。
- 1924年　横浜から日本郵船の箱根丸で渡仏。高野三三男、岡田謙三、岡上りうが同行。
- 1925年　「巴里週報」第一号の発行人になる。編集人は石黒敬七。
- 1926年　第2回在巴里日本人美術家展に出品。
- 1927年　日本美術展覧会に出品。
- 1928年　リューダゲール34番地階下1階のアトリエに横手貞美と共に住む。この年以降各展覧会に出品。
- 1929年　アンリ・ブロカが主宰した挿画入り月刊誌「パリ-モンパルナス」4月号に藤田の周辺画家についての記述がありその筆頭に、高崎剛は生粋の江戸っ子であり、小柄、腕白、素晴らしい画家で大酒飲みである。
- 1932年　パリ16区の薩摩治郎八の住居で亡くなる。日本大使館へ高野三三男が死亡届けを提出、葬儀委員長は薩摩治郎八。享年30。

## 主な作品
現在その作品存在が確認されている美術館
- 「アクロバット」 チェコ・プラハ国立美術館
- 「サーカス」(1929年) 横須賀美術館
- 「軽業師 D」(1928年) 目黒区美術館

## 作品の特徴
- キャンバスに金箔を張りその上に特徴的な暖かな茶色の透明感のある油彩を溶き油でかなり溶いて使用。題材は曲芸、サーカス、雪、花火、夜、人工的な都市の光（イルミネーション等）。額はオリジナル、当時モンパルナスで複数の日本人が額を制作していたことを彷彿とさせる。